# فوکوبارا هیروتوشی
فوکوبارا هیروتوشی (به ژاپنی: 福原 広俊Fukubara Hirotoshi); ۱ ژانویهٔ ۱۵۱۲ – ۱ ژانویهٔ ۱۵۹۳) سامورایی در دوره سنگوکو و از ملازمان خاندان موری بود.